# Miloy
Miloy, pseudonimo di Marcos Hermenegildo Joaquim (Luanda, 27 maggio 1981), è un ex calciatore angolano, di ruolo mediano.

## Carriera
Nel 2006 è stato convocato dal CT angolano Luís de Oliveira Gonçalves per disputare i Mondiali di Germania. Nelle prime due partite è stato mandato in campo per un totale di 17 minuti, mentre nel terzo incontro ha giocato tutti i 90 minuti, in sostituzione dello squalificato André Macanga.